# Cracovia, Pt. 4
Cracovia, Pt. 4 è un singolo del rapper italiano Il Tre, pubblicato il 25 agosto 2023 come secondo estratto dal secondo album in studio Invisibili.

## Tracce
Testi di Guido Luigi Senia.
1. Cracovia, Pt. 4 – 3:11